# バルドナ・ドライブ
バルドナ・ドライブはPlayStation 2用ゲーム『Another Century's Episode 3 THE FINAL』に登場する架空の施設である。

## 概要
バルドナ・ドライブは超長距離の空間跳躍を実現するために、連邦（地球連邦の前身の政府機関）の科学者、ジル・バルドナが開発した超長距離移動用の施設である。バルドナ博士に発見された未知の素粒子を基礎技術とする（これを「バルドナ粒子」と呼んでいる）。
研究は実用レベルまで進んでいたが、17年前に完成間近のところで施設が暴走する事故が発生、バルドナ博士ら関係者が行方不明となった。この一件以来、バルドナ・ドライブの開発は凍結され、その存在自体も記録から抹消され、今に至るまで放置されていた。実はバルドナ博士は、バルドナ・ドライブの作った「もう一つの地球」に飛ばされたため、世界が二つに枝分かれすることになった。結果として、バルドナ・ドライブは二つの世界を繋ぐ装置となってしまった。また、事故の際にバルドナ博士の息子であるバレル・オーランドもいたため、二つの世界に同じ人間が存在することになってしまった。
バルドナ・ドライブには、ワームホールという二つの世界を繋ぐトンネルのようなものがある。二つの世界の接続が不安定であるため両方の空間の影響を与え合うことはないが、もし完全な開口となった場合は二つの空間が物理的に接続され、二つの地球が引力の影響による崩壊を起こすとされる。ワームホールの進行度を示すバルドナ・チャージの数値が100％になったときに起こると予測されている。バルドナ・チャージの数値を上げるには強力なエネルギーをバルドナ・チャージに変換する必要がある。
バルドナ・ドライブを稼動・停止させるためには「鍵」が必要である。

## 備考
直接の関連性は恐らくないが、『Another Century's Episode:R』で、アルファートに搭載されている「Vドライブ」の正式名称が「バルドナ・ドライブ」であり、空間、および次元を転移する能力を持っている。ACEコアは対象を別次元へ強制的に飛ばす「バルドナ・ペネトレイター」を搭載している。
なお、『ACE:R』での事件が起きたのは、こちらでのVドライブの原理は十一次元レベルでエネルギーの封じられた結晶体を励起させ、空間、または次元転移のできる異世界の存在にアクセスし、その力で転移をする、というものだった。しかしアルファートが転移を試みた際、アクエリオンの世界では堕天翅族が「異世界の強力なプラーナを持つ戦士」を召喚しそのプラーナを使って生命の樹の成長をより早めさせようと画策していた。そして選ばれた戦士の中に多数の次元の特異点たる桂木桂とオルソンがいたため、Vドライブ、堕天翅族の術双方が想定外の効果を発揮。時空のねじれが黒い球体として発生することとなり、アルファートは惑星エリアの別の地点に転移するに留まり、各作品の登場人物たちはアクエリオンの世界ではなく惑星エリアに飛ばされる結果になった。